# Leistbräumoos
Leistbräumoos war ein Gemeindeteil der 1971 aufgelösten Gemeinde Ampermoching im oberbayerischen Landkreis Dachau.
Nach 1970 ging aus Hackerbräumoos und Leistbräumoos der Gemeindeteil Hackermoos der Gemeinde Hebertshausen hervor.

## Lage
Leistbräumoos lag im Dachauer Moos unmittelbar westlich der Gemeindegrenze zu Oberschleißheim. Südlich anschließend lag Hackerbräumoos.

## Geschichte
Die Besiedlung hat ihren Ursprung in der Mitte des 19. Jahrhunderts beginnenden Umstellung auf Torffeuerung in den großen Brauereien. Joseph Sedlmayr, der 1842 den Münchner Leistbräu erworben hatte, errichtete auf den 105,67 Tagwerk Moosgrund, die er beginnend 1845 von zwei Ökonomen für in Summe 6168 Gulden gekauft hatte, zunächst 1850 einen Stadel und 1857 weitere Wirtschaftsgebäude. 1879 übernahm Gabriel Sedlmayr das Leistbräumoos und verkaufte 1888 an Georg Oppenheimer und seine Frau Maria, deren Familie bis 1910 Eigentümer war. 1924 ging das Areal auf die Landesanstalt für Moorwirtschaft über.

### Einwohnerentwicklung
Bei den Volkszählungen wird der Ort erstmals 1885 dokumentiert. Bei der Volkszählung am 1. Dezember 1880 und den vorausgegangenen wurde der Ort nicht erfasst.
| Jahr        | 1885 | 1900 | 1925 | 1950 | 1961 | 1970 |
| Einwohner   | 9    | 10   | 24   | 3    | 6    | 4    |
| Wohngebäude | 1    | 1    | 3    | 1    | 1    |      |